# 星谷孝幸
星谷 孝幸（ほしや たかゆき）は、日本の技術者、発明家、コンサルタント、実業家。株式会社サーパスゴルフ代表。ゴルフのパッティングロボットや解析装置の開発や、オリジナルパター設計理論の構築で知られる。数多くの特許を持つ。月刊『ゴルフダイジェスト』「振り子の教室」の連載（2013年-2018年 ）がある。

## 人物
大学で運動力学・材料力学（プラスチック材料）を学ぶ。立石電機（現オムロン）に入社。中央研究所でロボット制御の研究開発に従事。その後、メカトロニクス機器の開発やサーボ、画像処理技術を活用した技術開発業務を経験。オムロン在職中の30代後半頃からゴルフに魅せられるが、スコアの伸び悩みに遭遇。パターに問題があることが分かると、生来の探求心が抑えきれず、職を辞してパッティングの研究を開始。パター専門メーカーを設立。オムロン在職中のエンジニアとしての経験を活かし、独自でパッティングロボットや解析装置を開発。さらに高性能パターインサートを発明。パットからショットに至るまでの科学的なパター設計理論も構築。実用新案を取得した製品は、その性能をゴルフダイジェスト社により高く評価された。その後、ゴルフドックという科学的レッスンスタジオを運営し、セルフショット診断装置を開発。パット解析装置を活用したパットアプローチ専門レッスンなどを行っている。
自著の中では、目標スコアのみならず「目標パット数」を決め、パット数を意識することでゴルフの戦術が変わり、大きくスコアを崩すことがなくなるとする考え方を紹介している。

## 略歴
- 1983年 - 青山学院大学理工学部卒業。立石電機（現オムロン）入社。中央研究所に配属。
- 2007年 - オムロン退社。エムシステム技研で2009年までゴルフ事業企画室長を務め退社。
- 2009年 - 独自でパッティンングロボットやパッティング解析装置を開発、高性能パターインサートを発明し、実用新案及び特許を出願。オリジナルパター設計理論を構築。
- 2009年 - パター専門メーカーである株式会社KZコーポレーションを設立。
- 2011年 - 枚方カントリー倶楽部、ゴルフアベニュー内に『ゴルフドック枚方』オープン。
- 2012年 - 社名を株式会社サーパスゴルフに変更。GOLF Laboratory（ゴルフ研究所）としてオリジナルドライバー、ウェッジ、シャフト、練習器などの開発・販売を開始。
- 2013年
  - 2018年までの65ヶ月間にわたり、月刊ゴルフダイジェスト「振り子の教室」を連載。パットの不思議を科学的に解析し、パット数30を切るためのレッスンコラムであった[7]。
  - 桑田泉とＺEUSブランドを立ち上げる。ショートゲームにこだわったパター、ウェッジを商品化。
  - 「画像処理ショット診断装置」開発。
- 2014年
  - パッティングリズム誘導学習機の開発。
  - 2014年から2017年の4年連続レッスン・オブ・ザ・イヤー（ゴルダイジェストアワード）にノミネート。
- 2016年 - パッティング動作強制学習ロボット開発。
- 2017年 - スイング動作矯正ロボット「スイング動作治療的訓練装置」開発。
- 2017年 - 『入っちゃう!パットの法則』出版（ゴルフダイジェスト新書）。
- 2019年 - 星谷ゴルフメソッド研究所を大阪市北区に設立[7]。
- 2020年 - 11月、星谷ゴルフメソッド研究所を大阪市中央区に移転、星谷ゴルフメソッド倶楽部を併設。
- 2021年 - パッティング小脳学習自宅用練習機を開発。

その他より。

## 特許技術
- スイング捻転動作鍛錬機
- スイング動作治療機
- パッティングモデル学習機
- パッティング学習機
- ゴルフパター

## 著書
- 『入っちゃう!パットの法則』（ゴルフダイジェスト社）ISBN 9784772841740[8]